# 弗农山坊联合卫理公会和亚斯理住宅
弗农山坊联合卫理公会和亚斯理住宅（Mount Vernon Place United Methodist Church and Asbury House）是美国马里兰州巴尔的摩的一个历史悠久的联合卫理公会教堂。这是一座哥德复兴式建筑，于1872年建成。它是由巴尔的摩建筑师托马斯·狄克逊设计，用独特的绿色变玄武岩建造，用褐砂石纹饰。它有三个尖顶。
弗农山坊联合卫理公会和亚斯理住宅于1971年列入国家史迹名录。
弗农山坊联合卫理公会不应该与华盛顿特区的另一个同名的教堂相混淆，那座教堂在1850至1939年是美南监理会全国大会所在地。